# Olena Tatarkowa
Olena Walerijiwna Tatarkowa (ukrainisch Олена Валеріївна Татаркова, russisch Елена Валерьевна Татаркова; * 22. August 1976 in Duschanbe, Tadschikische SSR, Sowjetunion) ist eine ehemalige ukrainische Tennisspielerin.

## Karriere
Trainiert wurde Tatarkowa von Swetlana Medwedjewa, der Mutter der ehemaligen Tennisprofis Andrij Medwedjew und Natalija Medwedjewa. Ihr bevorzugtes Terrain war der Hartplatz. Als sie zehn Jahre alt war, führte ihre Mutter sie das erste Mal auf den Tenniscourt.
Tatarkowa war vor allem im Doppel erfolgreich. Sie gewann auf der WTA Tour vier Doppeltitel und erreichte zudem acht weitere Endspiele. 1999 stand sie im Doppelfinale von Wimbledon. Dadurch verbesserte sie sich auf Platz 9 der Doppel-Weltrangliste, die beste Position ihrer Karriere. Ein Einzeltitel wollte ihr auf der Tour nicht gelingen.
Für die ukrainische Fed-Cup-Mannschaft hat sie zwischen 1994 und 2004 insgesamt 38 Partien bestritten, bei denen sie 27 Siege feiern konnte; im Doppel gewann sie zehn ihrer 14 Partien, ihre Einzelbilanz: 17 Siege bei sieben Niederlagen.
2005 beendete Tatarkowa ihre Profilaufbahn, Anfang 2006 spielte sie noch ein letztes ITF-Turnier.

## Persönliches
Im September 2007 heiratete Olena Tatarkowa Timothy Feltham, mit dem sie zwei Söhne (* 2009, 2012) hat.

## Turniersiege

### Einzel
| Nr. | Datum          | Turnier       | Kategorie   | Belag           | Finalgegnerin       | Ergebnis      |
| --- | -------------- | ------------- | ----------- | --------------- | ------------------- | ------------- |
| 1.  | Oktober 1993   | Jūrmala       | ITF $10.000 | Hartplatz       | Oksana Bushevitsa   | 6:1, 5:7, 6:4 |
| 2.  | März 1998      | Bushey        | ITF $25.000 | Teppich (Halle) | Dragana Zarić       | 6:2, 4:6, 6:0 |
| 3.  | August 2000    | Saint-Gaudens | ITF $25.000 | Sand            | Selima Sfar         | 6:4, 6:4      |
| 4.  | September 2003 | Batumi        | ITF $75.000 | Hartplatz       | Jewgenija Linezkaja | 1:6, 6:4, 6:3 |

### Doppel
| Nr. | Datum            | Turnier       | Kategorie    | Belag             | Partnerin              | Finalgegnerinnen                              | Ergebnis                |
| --- | ---------------- | ------------- | ------------ | ----------------- | ---------------------- | --------------------------------------------- | ----------------------- |
| 1.  | Mai 1993         | Bytom         | ITF $10.000  | Sand              | Natalija Bilezka       | Teodora Nedewa Antoaneta Pandscherowa         | kampflos                |
| 2.  | August 1993      | Gryfino       | ITF $10.000  | Sand              | Aleksandra Olsza       | Monika Starosta Alena Vašková                 | 7:64, 4:6, 7:5          |
| 3.  | September 1993   | Burgas        | ITF $10.000  | Hartplatz         | Swetlana Kriwentschewa | Camilla Persson Anna-Karin Svensson           | 5:7, 6:2, 6:3           |
| 4.  | September 1993   | Warna         | ITF $10.000  | Hartplatz         | Natalia Bondarenko     | Isabela Martin Maya Stankova                  | 6:2, 6:4                |
| 5.  | Oktober 1993     | Jūrmala       | ITF $10.000  | Hartplatz         | Natalia Bondarenko     | Aleksandra Olsza Miroslava Vavrinec           | 7:65, 6:2               |
| 6.  | August 1995      | Sotschi       | ITF $25.000  | Hartplatz         | Corina Morariu         | Natalja Jegorowa Petra Thorén                 | 6:3, 7:5                |
| 7.  | Oktober 1995     | Flensburg     | ITF $25.000  | Teppich (Halle)   | Yvette Basting         | Sandra Klösel Amélie Mauresmo                 | 6:4, 2:6, 6:2           |
| 8.  | Mai 1996         | Stettin       | ITF $50.000  | Sand              | Olena Brjuchowez       | Lenka Cenková Adriana Gerši                   | 6:2, 6:1                |
| 9.  | Juni 1996        | Taschkent     | ITF $25.000  | Sand              | Olena Brjuchowez       | Katrin Kilsch Robyn Mawdsley                  | 6:4, 6:2                |
| 10. | März 1997        | Reims         | ITF $25.000  | Sand              | Swetlana Kriwentschewa | Silke Meier Petra Schwarz                     | 6:2, 6:2                |
| 11. | August 1997      | Sopot         | ITF $75.000  | Sand              | Swetlana Kriwentschewa | Radka Bobková Lenka Němečková                 | 7:67, 6:3               |
| 12. | Februar 1998     | Redbridge     | ITF $25.000  | Hartplatz (Halle) | Virág Csurgó           | Kirsten Freye Hila Rosen                      | 7:5, 6:3                |
| 13. | 16. Januar 1999  | Hobart        | WTA Tier IVb | Hartplatz         | Mariaan de Swardt      | Alexia Dechaume-Balleret Émilie Loit          | 6:1, 6:2                |
| 14. | August 2000      | Saint-Gaudens | ITF $25.000  | Sand              | Swetlana Kriwentschewa | Eszter Molnár Maja Palaveršić                 | 3:6, 7:5, 6:3           |
| 15. | Oktober 2000     | Albuquerque   | ITF $50.000  | Hartplatz         | Brie Rippner           | Lisa McShea Nirupama Sanjeev                  | 6:4, 6:4                |
| 16. | Oktober 2000     | Largo         | ITF $50.000  | Hartplatz         | Brie Rippner           | Dawn Buth Sandra Cacic                        | 6:2, 6:4                |
| 17. | Oktober 2000     | Dallas        | ITF $50.000  | Hartplatz         | Brie Rippner           | Nana Miyagi Nirupama Sanjeev                  | 6:3, 3:6, 6:3           |
| 18. | November 2000    | Naples        | ITF $50.000  | Sand              | Nana Miyagi            | Maret Ani Valentina Sassi                     | 5:3, 2:4, 2:4, 5:3, 4:1 |
| 19. | Februar 2001     | Midland       | ITF $75.000  | Hartplatz (Halle) | Yvette Basting         | Jennifer Hopkins Petra Rampre                 | 3:6, 7:64, 6:4          |
| 20. | März 2001        | Minneapolis   | ITF $50.000  | Hartplatz (Halle) | Yvette Basting         | Laurence Courtois Alicia Molik                | 7:5, 7:60               |
| 21. | Februar 2002     | Midland       | ITF $75.000  | Hartplatz (Halle) | Janet Lee              | Marija Gesnenge Michaela Paštiková            | 6:1, 6:3                |
| 22. | 23. Februar 2002 | Memphis       | WTA Tier III | Hartplatz (Halle) | Ai Sugiyama            | Melissa Middleton Brie Rippner                | 6:4, 2:6, 6:0           |
| 23. | März 2003        | Kaunas        | ITF $25.000  | Hartplatz (Halle) | Darja Kustawa          | Aurelija Misevičiūtė Lina Stančiūtė           | 6:1, 7:66               |
| 24. | 20. April 2003   | Budapest      | WTA Tier V   | Sand              | Petra Mandula          | Conchita Martínez Granados Tetjana Perebyjnis | 6:3, 6:1                |
| 25. | 10. August 2003  | Espoo         | WTA Tier IV  | Sand              | Jewgenija Kulikowskaja | Tetjana Perebyjnis Silvija Talaja             | 6:2, 6:4                |
| 26. | September 2003   | Tiflis        | ITF $25.000  | Sand              | Darja Kustawa          | Nadseja Astrouskaja Galina Woskobojewa        | 2:6, 6:2, 7:65          |
| 27. | September 2003   | Batumi        | ITF $75.000  | Hartplatz         | Darja Kustawa          | Gjulnara Fattachetdinowa Galina Fokina        | 1:6, 6:1, 6:2           |
| 28. | April 1004       | Biarritz      | ITF $75.000  | Sand              | Marija Korytzewa       | Aljona Bondarenko Walerija Bondarenko         | 7:5, 6:0                |
| 29. | November 2004    | Shenzhen      | ITF $50.000  | Hartplatz         | Rika Fujiwara          | Yan Zi Zheng Jie                              | 6:4, 1:6, 6:1           |

## Abschneiden bei Grand-Slam-Turnieren

### Einzel
| Turnier         | 1998 | 1999 | 2000 | 2001 | 2002 | Karriere |
| --------------- | ---- | ---- | ---- | ---- | ---- | -------- |
| Australian Open | 1    | 1    | —    | —    | 1    | 1        |
| French Open     | 3    | 1    | —    | —    | —    | 3        |
| Wimbledon       | 2    | 2    | —    | —    | 1    | 2        |
| US Open         | 1    | 1    | —    | —    | —    | 1        |

### Doppel
| Turnier         | 1996 | 1997 | 1998 | 1999 | 2000 | 2001 | 2002 | 2003 | 2004 | Karriere |
| --------------- | ---- | ---- | ---- | ---- | ---- | ---- | ---- | ---- | ---- | -------- |
| Australian Open | —    | —    | AF   | AF   | 1    | —    | 1    | 2    | 1    | AF       |
| French Open     | 1    | —    | 1    | 1    | 2    | HF   | 2    | 1    | 1    | HF       |
| Wimbledon       | —    | 1    | 2    | F    | —    | 1    | AF   | 2    | 1    | F        |
| US Open         | —    | 2    | 2    | 1    | —    | 1    | 1    | 2    | 1    | 2        |